# Аль-Мансур Калаун
Аль-Малик аль-Мансур Сайф ад-Дин Калаун аль-Альфи (араб. المنصور سيف الدين قلاوون الألفى‎;
1222 — 10 октября 1290) — мамлюкский султан Египта из династии Бахритов, правивший с 1279 по 1290 год.

## Биография
До вступления на трон Калаун занимал пост командующего сотней. Он отличился в походах против королевства Киликийской Армении и государства Хулагуидов (1260).
При Калауне в 1279 году мамлюки совершили набег на Киликийскую Армению. В 1280 году произошла битва между войсками Калауна и провозгласившего себя независимым правителем наместника Дамаска Сункур ал-Ашкара вблизи Дамаска при Джасуре. Силы Сункура были разбиты.
В 1280 году отряды монголов Государства Хулагуидов вторглись в Сирию, взяли и разрушили город Халеб, вернувшись назад с богатой добычей. В 1281 году младший брат ильхана Абаги — Мунке-Тимур предпринял новый поход в Сирию, к этому походу присоединились вассалы Хулагуидов — грузины, а также армяне Киликийской Армении. Войска Хулагуидов взяли город Халеб, после этого они начали продвигаться дальше. Калаун встретил их к югу от Хомса. Там состоялась битва. После нее войско Хулагуидов отступило, однако мамлюки также понесли тяжёлые потери и не решились преследовать врага.
Походы армии Калауна в Нубию позволили ему восстановить её вассальную зависимость от Мамлюкского султаната. Во времена его правления Египет поддерживал дипломатические и торговые отношения со многими государствами Западной Европы и Востока, в том числе и с Золотой Ордой.
Калаун в 1289 году, воспользовавшись бунтом против графини Триполи Люсии, взял этот город. В 1290 году Калаун умер. Султаном стал его сын Аль-Ашраф Халиль.